# Galina Ritschardowna Kastel
Galina Ritschardowna Kastel (russisch Галина Ричардовна Кастель; * 21. Mai 1935 in Saporoschje; † 27. April 2023 in St. Petersburg) war eine sowjetische bzw. russische Astronomin.

## Leben
Kastel verlor früh ihre Mutter und kam im Deutschen Angriffskrieg als Evakuierte nach Nischni Tagil, wo sie die Mittelschule Nr. 33 besuchte. Nach dem Schulabschluss mit Medaille studierte sie in Swerdlowsk an der Staatlichen Gorki-Universität des Uralgebiets in der Fakultät für Astrophysik. Anschließend leitete sie die Satellitenbeobachtungsstation der Universität.
Ab 1962 arbeitete Kastel in Leningrad im Institut für Theoretische Astronomie und im Hauptobservatorium der Akademie der Wissenschaften der UdSSR. Sie verteidigte 1965 ihre Kandidat-Dissertation über die starke Annäherung des Kometen 12P/Pons-Brooks an den Planeten Jupiter 1886 mit Erfolg für die Promotion zur Kandidatin der physikalisch-mathematischen Wissenschaften.
Zusammen mit Ljudmyla Schurawlowa bzw. Ljudmyla Karatschkina entdeckte Kastel 1990 neun Asteroiden:
- (5781) Barkhatova
- (6719) Gallaj
- (7413) Galibina
- (8088) Australia
- (10090) Sikorsky
- (12704) Tupolev
- (19994) Tresini
- (24697) Rastrelli
- (32807) Quarenghi

Der Asteroid (3982) Kastelʹ ist 1984 nach Kastel benannt worden. (Der Apostroph steht für das Weichheitszeichen ь am Ende des russischen Namens. Dieses wird in der deutschen Transliteration in diesem Fall nicht wiedergegeben, wohl aber in der englischen.)
Von 2009 bis 2012 war Kastel Mitglied der Kommission 6 für Astronomische Telegramme der Internationalen Astronomischen Union.